# 감천로 (부산)
감천로(甘川路)는 부산광역시 사하구 감천동 감천삼거리와 서구 암남동 송도 교차로를 잇는 부산광역시의 도로이다. 감천동 지역 주민들이 주로 이용하는 도로이며, 도로명 정비 당시에도 그대로 반영되어 감천로라는 명칭으로 사용하고 있다. 전 구간 부산광역시도 제53호선의 일부이며, 사하구 국민체육센터삼거리부터 종점인 송도 교차로까지 구간은 부산광역시도 제66호선도 지난다.

## 연혁
- 2009년 7월 8일 : 2개 이상 구·군에 걸쳐 있는 도로로 감천로를 고시[1]

## 주요 경유지
부산광역시
- 사하구 - 서구

## 노선
| 이름                  | 접속 노선 | 소재지     | 소재지 | 비고                         |
| --------------------- | --- | ---------- | ------ | ---------------------------- |
| 감천삼거리            | 부산광역시도 제6601호선 (사하로)                                                                                | 부산광역시 | 사하구 |                              |
| 삼성여고앞 교차로     | 감천로42번길 감천로43번길                                                                                       | 부산광역시 | 사하구 |                              |
| 국민체육센터삼거리    | 부산광역시도 제66호선 (을숙도대로)                                                                              | 부산광역시 | 사하구 | 부산광역시도 제66호선과 중복 |
| 감천사거리            | 옥천로 원양로                                                                                                   | 부산광역시 | 사하구 | 부산광역시도 제66호선과 중복 |
| 고신대학교 송도캠퍼스 | | 부산광역시 | 서구   | 부산광역시도 제66호선과 중복 |
| 송도 교차로           | 부산광역시도 제53호선 부산광역시도 제66호선 부산광역시도 제5301호선 (충무대로) 부산광역시도 제5302호선 (천마로) | 부산광역시 | 서구   | 부산광역시도 제66호선과 중복 |
| 충무대로와 직결       | |            |        |                              |

## 주요 건물 및 시설
- 사하구국민체육센터 (부산광역시 사하구 감천로 68)
- 부산지방경찰청 차량정비창 (부산광역시 사하구 감천로 99)
- 감천지구대 (부산광역시 사하구 감천로 103)
- 부산감천동우체국 (부산광역시 사하구 감천로 123)
- 알로이시오중학교, 알로이시오전자기계고등학교 (부산광역시 서구 감천로 237)
- 고신대학교 송도캠퍼스 (부산광역시 서구 감천로 262)